# Nowoołeksandriwka (hromada Pokrowsk)
Nowoołeksandriwka (ukr. Новоолександрівка) – wieś na Ukrainie, w obwodzie donieckim, w rejonie pokrowskim, w hromadzie Pokrowsk. W 2001 liczyła 138 mieszkańców.